# Volts (альбом)
Volts — сборник австралийской хард-рок-группы AC/DC, выпущенный 18 ноября 1997 года, как «Диск четыре» бокс-сета Bonfire. Содержит различные версии песен с альбомов T.N.T., Dirty Deeds Done Dirt Cheap, Let There Be Rock и Highway to Hell, а также некоторые, ранее не издававшиеся песни.

## Список композиций
Международная версия
 5xCD (East West Records – каталожный номер: 62119-2)
Слова и музыка всех песен — написаны Ангусом Янгом, Малькольм Янгом и Боном Скоттом, кроме тех, где указано иное.
| №                   | Название                                                                                             | Автор(ы)            | Длительность |
| ------------------- | --- | ------------------- | ------------ |
| 1.                  | «Dirty Eyes» (первоначальные название и текст песни «Whole Lotta Rosie»)                             |                     | 3:20         |
| 2.                  | «Touch Too Much» (название аналогичное песне из альбома Highway to Hell, другие музыка и текст)      |                     | 6:35         |
| 3.                  | «If You Want Blood (You’ve Got It)» (первая запись)                                                  |                     | 4:24         |
| 4.                  | «Back Seat Confidential» (первоначальные название и текст песни «Beatin’ Around the Bush»)           |                     | 5:21         |
| 5.                  | «Get It Hot» (название аналогичное песне из альбома Highway to Hell, другие музыка и текст)          |                     | 4:11         |
| 6.                  | «Sin City» (концертная запись с «The Midnight Special»)                                              |                     | 4:51         |
| 7.                  | «She’s Got Balls» (концертная запись в Bondi Lifesaver)                                              |                     | 7:58         |
| 8.                  | «School Days» (студийная версия из австралийского альбома T.N.T.)                                    | Чак Берри           | 5:05         |
| 9.                  | «It’s a Long Way to the Top (If You Wanna Rock ’n’ Roll)» (студийная версия из альбома High Voltage) |                     | 5:10         |
| 10.                 | «Ride On» (студийная версия из альбома Dirty Deeds Done Dirt Cheap)                                  |                     | 5:47         |
| Общая длительность: | Общая длительность:                                                                                  | Общая длительность: | 52:42        |

Австралийская версия
Комплектация бокс-сета, выпущенного на родине ансамбля отличалась от остальных версий. В треклист диска Volts было перенесено две песни, «Walk All Over You» и «T.N.T.», из концертного альбома Let There Be Rock: The Movie – Live in Paris бокс-сета Bonfire.
Слова и музыка всех песен — написаны Ангусом Янгом, Малькольмом Янгом и Боном Скоттом, кроме тех, где указано другое.
| №   | Название | Автор(ы)  | Длительность |
| --- | --- | --------- | ------------ |
| 1.  | «Dirty Eyes» (первоначальные название и текст песни «Whole Lotta Rosie»)                                            |           | 3:20         |
| 2.  | «Touch Too Much» (название аналогичное песне из альбома Highway to Hell, другие музыка и текст)                     |           | 6:35         |
| 3.  | «If You Want Blood (You’ve Got It)» (первая запись)                                                                 |           | 4:24         |
| 4.  | «Back Seat Confidential» (первоначальные название и текст песни «Beatin’ Around the Bush»)                          |           | 5:21         |
| 5.  | «Get It Hot» (название аналогичное песне из альбома Highway to Hell, другие музыка и текст)                         |           | 4:11         |
| 6.  | «Sin City» (концертная запись с «The Midnight Special»)                                                             |           | 4:51         |
| 7.  | «Walk All Over You» (концертная запись в Pavillon de Paris из альбома Let There Be Rock: The Movie – Live in Paris) |           | 4:36         |
| 8.  | «T.N.T.» (концертная запись в Pavillon de Paris из альбома Let There Be Rock: The Movie – Live in Paris)            |           | 4:11         |
| 9.  | «She’s Got Balls» (концертная запись в Bondi Lifesaver)                                                             |           | 7:58         |
| 10. | «School Days» (студийная версия из австралийского альбома T.N.T.)                                                   | Чак Берри | 5:05         |
| 11. | «It’s a Long Way to the Top (If You Wanna Rock ’n’ Roll)» (студийная версия из альбома High Voltage)                |           | 5:10         |
| 12. | «Ride On» (студийная версия из альбома Dirty Deeds Done Dirt Cheap)                                                 |           | 5:47         |